# Macropsis dixiensis
Macropsis dixiensis är en insektsart som beskrevs av Hamilton 1983. Macropsis dixiensis ingår i släktet Macropsis och familjen dvärgstritar. Inga underarter finns listade i Catalogue of Life.